# 新垣結衣
新垣結衣（日语：／ Aragaki Yui，1988年6月11日—），日本女演員、歌手及模特兒，出生於沖繩縣那霸市，身高169公分，血型A型，為日本LesPros娛樂前旗下藝人，2021年5月19日宣布與星野源結婚，同時宣布退出事務所，以個人身分繼續活動。

## 經歷
2001年，因姊姊年齡與身高未符資格而無法參加當時《nicola》舉辦的模特兒甄選比賽，遂而推薦妹妹新垣結衣代替，結果意外獲得最優秀獎。此後在擔任模特兒的過程中受到許多讀者歡迎，從《nicola》雜誌畢業為止的模特兒封面登場次數為當時最多的15次，並與同期模特兒虎南有香結成好友。
2005年，從《nicola》雜誌畢業後，參與演出深夜特攝劇《sh15uya》，並在電視劇《東大特訓班》演出開始受到關注。同年參與東日本電信電話（NTT东日本）一系列企業形象廣告，並在日本NTV綜藝節目裡擔任短劇演員，另作為雜誌模特兒，主要為少年雜誌拍攝平面照片。
2006年，為電影《超劇場版 Keroro軍曹》角色「Mirara」配音。因接連參與日本電視台（NTV）土9電視劇《辣妹掌門人》及《My☆Boss My☆Hero》而引起話題。3月3日，第一本寫真集《水漾☆青春》出版，3月5日發售，從12點開始在福家書店銀座店，舉行簽名和握手活動，有1500人到場，日職監督長嶋茂雄也到場共享盛況。5月17日發售寫真影像「相遇」，寫真集封面日文標題是琉球語「美麗」的意思。於10月2日起，開始在廣播節目《GIRLS LOCKS》主持，和已畢業的戶田惠梨香是好友，曾與她一起送禮物給聽眾。年末擔任日本格力高Pocky廣告代言人並參與廣播節目演出，其後人氣漸升，並發行個人第一次明星交換收藏卡（TRADING CARD），發售活動當天兩個場地約1300人到場，4400套完售，創下歷來‘第一次發行明星交換卡單日售出’的最高紀錄。
2007年初，代言第85屆日本全國高校足球賽的應援經理，與第一任應援經理堀北真希皆為日本廣播節目《School of Locks》裡《Girls Locks》單元的主持人。另擔任2007年度日本紅十字會勸導捐血代言人，原本每年代言人都是在該年度舉辦成年式，但新垣結衣與鈴木杏（2004年度）兩人卻是例外。同年3月22日，推出第二本寫真集《純白18》，是以北國函館雪景與溫泉的背景來拍攝。2007年中，畢業於日出高等學校後未再升學，專注於演藝圈發展，並接演三部電影《戀愛部屋》、《暴走少年》、《戀空》；期間同時演出日9電視劇《父女變變變》。隨著首部主演電影《戀愛部屋》上映，同時擔任主題曲《追憶》的演唱者，之後另演唱《戀空》插曲「Heavenly Days」，皆未發行單曲。11月8日個人官方BLOG正式運行。12月5日發表個人音樂專輯《天空》，並參與初回版專輯封面設計與作詞，與《School of Locks》合作在12月21日於日本武道館舉辦歌手出道活動，是日本發片後最快登上武道館演唱的女歌手，並在第58屆NHK紅白歌唱大賽擔任審查來賓，也擔任睽違紅白16年的槙原敬之演唱歌曲《GREEN DAYS》時的介紹者。
2008年初，因《戀空》等電影接連獲得數個電影新人賞得主而聲名大噪。同年與山下智久、戶田惠梨香等共演《空中急診英雄》（木10）。這也是新垣結衣繼2005年《東大特訓班》和2006年《辣妹掌門人》後再次與山下智久以及戶田惠梨香共演。而《空中急診英雄新春特別版》則在2009年1月10日播映。9月27日，與草彅剛拍攝電影《BALLAD 無名的戀曲》。
2009年初，與松本潤共演《Smile》(金10)，在劇中飾演失聲少女，因此劇獲得助演女優賞。並於年中推出第二張專輯《Hug》。
2010年初，繼續與山下智久、戶田惠梨香等共演《空中急診英雄第二季》（月9）。年中與生田斗真拍攝電影《花水木》，其間新垣結衣到加拿大、紐約等地取境。為配合電影而推出書籍《The Three Little Pigs》，此書籍由她親自繪畫。同年推出第三張專輯《虹》，當中收錄了自己主演電影《花水木》的主題曲，其中兩首歌為她本人親自填詞。
2011年，秘密拍攝推理電影《麒麟之翼～劇場版·新參者》，與阿部寬共演，也是繼2005年《東大特訓班》後再次合作。7月11日，初次主演連續電視劇《全開女孩》（月9）開播，相隔一年再推出新作。同年接拍由日本電視台改編自日本漫畫大師高橋留美子熱門漫畫《亂馬1/2》的2小時特別劇，擔任主演天道茜一角。為了這個角色有更好效果特意剪去25公分長頭髮，這也是她自中學時代後首次留短髮。
2012年1月3日，與大野智共演由人氣作家東川篤哉人氣小說改編的同名戲劇作品《再也不誘拐了》播映；4月17日，與堺雅人共演的《王牌大律師》（火9）開播；8月25-26日與嵐共同主持日本電視台《24小時TV35 愛拯救地球》、並於12月30日“第54届日本唱片大賞”（TBS）與安住紳一郎同台，首次擔任大型頒獎典禮主持。
2013年4月13日，《王牌大律師》特别篇播映，片尾宣布同年秋季開播第二季；4月14日第二次主演連續電視劇《公關室愛情》（日9）開播，共演的有綾野剛和柴田恭兵等人；10月9日與堺雅人、岡田將生共演《王牌大律師》。
2014年1月12日，向井理主演的電視劇《S-終極警官》首播，新垣在劇中首次飾演槍手。11月8日，電影《再一次說愛你》公開上映，片中首次挑戰母親角色，由深川榮洋執導；11月22日，與堺雅人共演的《王牌大律師之"賤"得好吃驚》播映。
2015年2月28日，主演電影《再會吧！青春小鳥》公開上映，片中首次飾演老師角色，劇本改編自中田永一同名小說。8月29日，與向井理共演電影《S-最後的警官-奪還 RECOVERY OF OUR FUTURE》公開上映。10月10日第三次主演連續電視劇《掟上今日子的備忘錄》（土9）開播，片中飾演喜歡推論與錢且一睡著便會記憶重置的白髮偵探，共演者有岡田將生、及川光博等演員。12月25日，官方粉絲俱樂部「Yui's Room」正式開設。
2016年10月11日，第四次主演連續電視劇《逃避雖可恥但有用》（火10）開播，這也是新垣繼《公關室愛情》與《掟上今日子的備忘錄》後，第三次演出由野木亞紀子擔任編劇的電視劇。片中飾演待業中25歲派遣職員而與35歲專業單身上班族「契約結婚」的妄想女子，並於年底擔任第67回NHK紅白歌唱大賽審查來賓。
2017年3月23日，與役所廣司共演的電視特別劇《羈絆〜奔跑的奇蹟小馬》在NHK播映，24日播畢。片中飾演與父親（役所廣司）培育照料311地震出生小馬(里昂)的長女，是個災後努力向上的故事。7月17日，《空中急診英雄第三季》（月9）開播，與第二季時隔七年。片中飾演於翔北急診中心研修醫結業後，留在人力不足的前線並堅守奮鬥的飛行醫生領導。10月21日，與瑛太雙主演電影《乒乓情人夢》公開上映，並以此片獲得藍絲帶獎主演女優賞。
2018年7月27日，與山下智久等人共演的《電影版 空中急診英雄 》在日本公開上映；7月28日，與成田凌等人共演《空中急診英雄 另一個戰爭》特別篇播出，以劇中實習醫生為主軸，串連第三季與劇場版之間的故事。10月10日，第五次主演連續電視劇《無法成為野獸的我們》（水10）開播，與松田龍平雙主演，片中飾演總是面帶笑容、工作完美而想坦率戀愛的女性，與不相信任何人，但受女性歡迎的毒舌會計師，於工作結束後在酒吧相遇的故事。
2019年12月5日，時隔7年「YUI ARAGAKI NYLON JAPAN ARCHIVE BOOK 2010-2019」寫真集正式推出。裡面包含2010－2019年於《NYLON JAPAN》雜誌所攝集錦及部分新攝，同時收錄約1萬字訪談，製成橫跨9年的大型寫真，並擔任編輯長參與監修與企劃。
2020年8月2日，與室剛共演連續電視劇《寵女青春白皮書》（日10）開播，片中飾演因擔心女兒而進入同所大學就讀之小說家早逝的妻子，於回憶場合中出現。
2021年1月2日，主演電視特別劇《逃避雖可恥但有用》新春SP播映，劇情在描繪實栗和平匡進入婚姻生活第3年以及日本在2020年發生的故事。
2021年5月19日，與星野源於社群平台公布結婚消息。同時宣布和Lespros的合約到期後將不續約，今後將以自由身繼續演藝活動。由于二人均曾出演任天堂的游戏的广告，因而该婚姻又被称为“任天堂婚”而引发话题。任天堂也罕见表态对他们表示祝福。
2021年4月，NHK宣布新垣將於2022年播出的大河劇《鎌倉殿的13人》飾演「八重」，該角色為小栗旬飾演的主角「北條義時」的初戀，她也是大泉洋飾演的角色「源賴朝」最初的妻子。這也是新垣首次出演大河劇。

## 學歷
- 小學：那霸市立開南小學校（日语：那覇市立開南小学校）畢業
- 中學：大里村立大里中學校（現南城市立大里中學校）畢業
- 高中：日出高等學校全日制畢業

## 演出作品
- 主演作品以粗體標示

### 電視連續劇
| 劇集名稱           | 電視台 | 播出日期                 | 角色                 | 集數                                 | 備註             |
| ------------------ | ------ | ------------------------ | -------------------- | ------------------------------------ | ---------------- |
| Sh15uya            | 朝日   | 2005年1月10日－3月28日   | Ema                  | 全劇                                 |                  |
| 東大特訓班         | TBS    | 2005年7月8日－9月16日    | 香坂良乃             | 全劇                                 |                  |
| 辣妹掌門人         | NTV    | 2006年4月15日－6月24日   | 阪下渚 (台譯:娜奇莎) | 全劇                                 |                  |
| 我的老大，我的英雄 | NTV    | 2006年7月8日－9月16日    | 梅村光               | 全劇                                 |                  |
| 父女變變變         | TBS    | 2007年7月1日－8月19日    | 川原小梅             | 全劇                                 |                  |
| 空中急診英雄       | 富士   | 2008年7月3日－9月11日    | 白石惠               | 全劇                                 |                  |
| Smile              | TBS    | 2009年4月17日－6月26日   | 三島花               | 全劇                                 |                  |
| 空中急診英雄2      | 富士   | 2010年1月11日－3月22日   | 白石惠               | 全劇                                 |                  |
| 全開女孩           | 富士   | 2011年7月11日－9月19日   | 鮎川若葉             | 全劇                                 |                  |
| 王牌大律師         | 富士   | 2012年4月17日－6月26日   | 黛真知子             | 全劇                                 |                  |
| 飛翔公關室         | TBS    | 2013年4月14日－6月23日   | 稻葉里佳             | 全劇                                 |                  |
| 王牌大律師2        | 富士   | 2013年10月9日－12月18日  | 黛真知子             | 全劇                                 |                  |
| S-終極警官         | TBS    | 2014年3月9日－3月16日    | 林伊琉真             | 第9、10集                            |                  |
| 掟上今日子的備忘錄 | NTV    | 2015年10月10日－12月12日 | 掟上今日子           | 全劇                                 |                  |
| 月薪嬌妻           | TBS    | 2016年10月11日－12月20日 | 森山實栗             | 全劇                                 |                  |
| 我的老大，我的英雄 |        | 2016年                   |                      | 全劇                                 |                  |
| 空中急診英雄3      | 富士   | 2017年7月17日－9月18日   | 白石惠               | 全劇                                 |                  |
| 無法成為野獸的我們 | NTV    | 2018年10月10日－12月12日 | 深海晶               | 全劇                                 | 與松田龍平雙主演 |
| 傻親青春白書       | NTV    | 2020年8月2日－9月13日    | 小比賀幸子           | 全劇                                 |                  |
| 東大特訓班2        | TBS    | 2021年6月27日            | 香坂良乃             | 最終回                               | 客串             |
| 鎌倉殿的13人       | NHK    | 2022年1月9日－12月18日   | 八重                 |                                      | 大河劇           |
| Fence              | WOWOW  | 2023年3月19日－4月16日   | 城間薰               |                                      | 特別出演         |
| 風間公親－教場0－  | 富士   | 2023年4月10日－6月19日   | 隼田聖子             | 第2集 - 第4集、第7集、第9集 - 最終回 |                  |

### 特別劇
| 劇集名稱                  | 電視台 | 播出日期            | 角色                 | 集數  | 備註 |
| ------------------------- | ------ | ------------------- | -------------------- | ----- | ---- |
| 女人一代記                | 富士   | 2005年11月25日      | 越路吹雪（少女時期） | 第2夜 |      |
| 真愛                      | 富士   | 2006年1月9日        | 麻生菜摘             | 全劇  |      |
| 她的情書                  | 朝日   | 2006年3月17日       | 川村由佳里           | 全劇  |      |
| 空中急診英雄 新春SP       | 富士   | 2009年1月10日       | 白石惠               | 全劇  |      |
| 轉職必勝班                | 朝日   | 2010年1月14日       | 藤川花凜             | 第1集 | 客串 |
| 亂馬1/2                   | NTV    | 2011年12月9日       | 天道茜               | 全劇  |      |
| 再也不誘拐了              | 富士   | 2012年1月3日        | 花園繪里香           | 全劇  |      |
| 王牌大律師 SP             | 富士   | 2013年4月13日       | 黛真知子             | 全劇  |      |
| 王牌大律師2 SP            | 富士   | 2014年11月22日      | 黛真知子             | 全劇  |      |
| 羈絆〜奔跑的奇蹟小馬〜    | NHK    | 2017年3月23日－24日 | 松下將子             | 全劇  |      |
| 空中急診英雄 另一個戰場SP | 富士   | 2018年7月28日       | 白石惠               | 全劇  |      |
| 月薪嬌妻 新春SP           | TBS    | 2021年1月2日        | 森山實栗             | 全劇  |      |

### 電影
| 電影名稱                 | 上映日期       | 發行商                                      | 角色名稱   | 備註             |
| ------------------------ | -------------- | ------------------------------------------- | ---------- | ---------------- |
| 戀愛部屋                 | 2007年8月18日  | cinequanon                                  | Yui        |                  |
| 暴走少年                 | 2007年9月8日   | 東映                                        | 山田規久子 |                  |
| 戀空                     | 2007年11月3日  | 東寶                                        | 田原美嘉   | 與三浦春馬雙主演 |
| 應援少女                 | 2008年10月11日 | 松竹                                        | 百山桃子   |                  |
| BALLAD 無名的戀曲        | 2009年9月5日   | 東寶                                        | 廉姬       |                  |
| 花水木                   | 2010年8月21日  | 東寶                                        | 平澤紗枝   |                  |
| 麒麟之翼～劇場版・新參者 | 2012年1月28日  | 東寶                                        | 中原香織   |                  |
| 再一次說愛你             | 2014年11月8日  | 華納兄弟                                    | 沙耶       |                  |
| 再會吧！青春小鳥         | 2015年2月28日  | Asmik Ace, Inc.                             | 柏木優里   |                  |
| S-最後的警官-奪還        | 2015年8月29日  | 東寶                                        | 林伊琉真   |                  |
| 乒乓少女大逆襲           | 2017年10月21日 | 東寶                                        | 富田多滿子 | 與瑛太雙主演     |
| 電影版 空中急診英雄      | 2018年7月27日  | 東寶                                        | 白石惠     |                  |
| GHOSTBOOK 妖怪圖鑑       | 2022年7月22日  | 東寶                                        | 葉山瑤子   |                  |
| （非）一般欲望           | 2023年11月10日 | Bitters End                                 | 桐生夏月   | 與稻垣吾郎雙主演 |
| 異國日記                 | 2024年6月7日   | 東京Theatres/博報堂DY Music & Pictures Inc. | 高代槙生   | 與早瀨憩雙主演   |

### 配音
- 超劇場版 Keroro軍曹（2006年3月11日上映，角川映畫）聲演 Mirara
- 數碼寶貝拯救隊（2006年4月2日－2007年3月25日，富士電視台）聲演 藤枝淑乃
- 蠟筆小新動畫版 - 加油furefure屁股也furefure特別篇（応援フレフレお尻もフレフレスペシャル）（2008年9月26日，朝日電視台） 聲演 百山桃子（為其主演電影《應援少女》中的角色。）
- 蠟筆小新動畫版 - 戰國小新特別篇（恋の戦国メモリーだゾ）（2009年9月4日，朝日電視台） 聲演 廉 （為其主演電影《BALLAD 无名恋歌》中的角色。）
- 你的顏色（2024年8月30日上映，東寶）聲演 シスター日吉子[11]

### 廣播
- SCHOOL OF LOCK!「GIRLS LOCKS!」（2006年10月-2010年12月、TOKYO FM）- 每月第三週的星期一至星期四（2010年11月轉為每月第五週星期一至星期四 第三週交由AKB48 Team K成員板野友美主持）
- SCHOOL OF LOCK!「ガッキーLOCKS!」（2011年1月-2012年3月、TOKYO FM）- 每月第四周星期一至星期四
- 通宵日本（日语：オールナイトニッポン）（2007年12月10日、MBS）

### 主持
- 第35屆24小時TV35 愛拯救地球 主持(2012年8月25-26日、日本電視台）
- 第54屆日本唱片大賞 主持 (2012年12月30日、TBS電視台）
- 第61屆日本藍絲帶獎頒獎典禮 主持（2019年2月6日）[12]

### 紀錄片
- 報道大河special 生命的地球… （澳洲篇）（2008年4月2日、TBS電視台）
- （2008年10月18日、NHK）
- （2010年2月8日、富士電視台）
- （2010年3月21日、富士電視台）
- 情熱大陸（2010年8月15日、TBS電視台）
- 「アスリート魂『日本を元気づけた　石川遼19歳の誓い』」ナレーション (2011年4月11日、NHK）
- 放送90年特別紀念節目「生命大躍進」全3回 旁白（2015年5月10日、6月7日、7月5日、NHK）
- ふたりのディスタンス 旁白（2021年8月16日、NHK）

### 綜藝節目
- Parky Party（日语：Parky Party）（2003年、東京電視台）
- 考える人（日语：考えるヒト）（2004年11月23日、富士電視台）
- ニコモノ!（日语：ニコモノ!）（2004年、大阪電視台）
- 平成教育學校（日语：平成教育予備校）（2005年、富士電視台）
- 落下女（日语：落下女）（2005年-2006年、日本電視台）
- 音燃え!（日语：音燃え!）（2007年-2008年、日本電視台）

### DVD
- DVD & UMD 「XIANGYU シャンユイ〜相遇」（2006年5月17日）
- DVD にっこり 新垣結衣 in 恋するマドリ（2007年7月19日）
- 真昼の星 DVD & Blu-ray（2011年4月13日）

### 其他
- 第85屆全國高等學校足球選手權大會 應援經理（2006年12月30日 - 2007年1月8日、日本電視台）
- 日本赤十字社 二十歲的獻血宣傳活動（2007年）
- 第58回NHK紅白歌合戰 審查來賓（2007年12月31日、NHK）
- 新垣結衣の女子旅 in Hawaii（2011年1月1日 - 6月4日、BeeTV）
- Hello!フォト☆ラバーズ 〜ミル・トル・アルク〜（日语：Hello!フォト☆ラバーズ 〜ミル・トル・アルク〜）(2012年10月4日－10月11日、朝日電視台）-與立木義浩（日语：立木義浩）共演
- GirlsAward 2013 AUTUMN/WINTER 秘密嘉賓（2013年9月28日）
- 第67回NHK紅白歌合戰 審查來賓（2016年12月31日、NHK）

## 個人唱片

### 單曲
| 數目 | 單曲名稱    | 發售日                                                        |
| ---- | ----------- | ------------------------------------------------------------- |
| 1st  | Make my day | 2008年7月16日（日本）－日劇81diver主題曲                      |
| 2nd  | 紅線        | 2008年10月15日（日本） 2008年11月21日（台灣）                 |
| 3rd  | piece       | 2009年2月25日（日本、香港）                                   |
| 4th  | 浮世繪      | 2009年5月27日（日本） 2009年6月12日（台灣）－日劇愛與寬容插曲 |

### 專輯
| 數目 | 專輯名稱 | 發售日                                      |
| ---- | -------- | ------------------------------------------- |
| 1st  | 天空     | 2007年12月5日（日本） 2008年1月29日（台灣） |
| 2nd  | Hug      | 2009年6月17日（日本） 2009年7月3日（台灣）  |
| 3rd  | 虹       | 2010年9月22日（日本） 2010年11月2日（台灣） |

## DVD
| 數目 | DVD名稱 | 發售日                 |
| ---- | ------- | ---------------------- |
| 1st  |         | 2007年12月12日（日本） |

## 書籍

### 寫真集
- ガッキーブック（日语：ガッキーブック）（GACKY BOOK）（2004年4月1日發售、新潮社） - nicola 4月號別冊
- 眼鏡美人（ビジョメガネ）（2005年）
- 水漾☆青春（ちゅら☆ちゅら）（2006年3月3日發售、集英社）
- 純白18（まっしろ）（2007年3月20日發售、小學館）
- にっこり 新垣結衣 in 恋するマドリ（2007年7月19日發售、幻冬舍）
- 月刊x新垣結衣 Special（2010年7月20日發售、新潮社）
- 新垣結衣ＸNYLON時尚風格寫真專集（NYLON JAPAN × Yui Aragaki Fashion Photo Magazine）（2012年9月20日發售、カエルム株式会社）[13]
- YUI ARAGAKI NYLON JAPAN ARCHIVE BOOK 2010-2019（2019年12月5日發售、カエルム株式会社）

### 電影書籍
- 戀空公式寫真書-新垣結衣 as 美嘉-（2007年10月19日發售、東京新聞通信社）
- Three Little Pigs(繪本)-（2010年6月25日發售）-為配合其電影《花水木》而推出

### 雜誌
- 《nicola（日语：ニコラ (雑誌)）》（2001年10月號－2005年5月號、新潮社）
- 《ELLE girl》（2010年8月號－2011年6月號、アシェット婦人画報社）
- 《NYLON JAPAN》（2010年6月號－2019年5月号、カエルム株式会社）

## 得獎記錄
電視劇
| 年份   | 受賞式                     | 獎項               | 作品               | 結果 | 來源          |
| ------ | -------------------------- | ------------------ | ------------------ | ---- | ------------- |
| 2007年 | 第4回TVnavi日劇年度大賞    | 〈年間〉助演女優賞 | 父女變變變         | 獲獎 |               |
| 2007年 | 第17回TV LIFE年度日劇大賞  | 〈年間〉助演女優賞 | 父女變變變         | 獲獎 | [ 14 ]        |
| 2009年 | 第13回日刊體育日劇大賞季選 | 〈春季〉助演女優賞 | Smile              | 獲獎 | [ 15 ]        |
| 2009年 | 第61回日劇學院賞           | 〈春季〉助演女優賞 | Smile              | 獲獎 |               |
| 2013年 | 第79回日劇學院賞           | 〈秋季〉助演女優賞 | Legal high 2       | 獲獎 |               |
| 2015年 | 第2回CONFiDENCE日劇大獎    | 〈秋季〉主演女優賞 | 掟上今日子的備忘錄 | 獲獎 | [ 16 ]        |
| 2016年 | 第20回日刊體育日劇大賞季選 | 〈秋季〉主演女優賞 | 逃避雖可恥但有用   | 獲獎 | [ 17 ]        |
| 2016年 | 第6回CONFiDENCE日劇大獎    | 〈秋季〉主演女優賞 | 逃避雖可恥但有用   | 獲獎 | [ 18 ]        |
| 2016年 | 第91回日劇學院賞           | 〈秋季〉主演女優賞 | 逃避雖可恥但有用   | 獲獎 | [ 19 ]        |
| 2016年 | 第26回TV LIFE年度日劇大賞  | 〈年間〉主演女優賞 | 逃避雖可恥但有用   | 獲獎 | [ 14 ]        |
| 2017年 | 第25回橋田賞               | 〈俳優〉橋田賞     | 逃避雖可恥但有用   | 獲獎 | [ 20 ]        |
| 2017年 | 第20回日刊體育日劇大賞     | 〈年間〉主演女優賞 | 逃避雖可恥但有用   | 獲獎 | [ 21 ] [ 22 ] |
| 2017年 | 第21回日刊體育日劇大賞季選 | 〈夏季〉助演女優賞 | Code Blue 3        | 獲獎 | [ 23 ]        |
| 2017年 | 東京國際戲劇節 2017        | 〈年間〉主演女優賞 | 逃避雖可恥但有用   | 獲獎 | [ 24 ]        |
| 2017年 | 第94回日劇學院賞           | 〈夏季〉助演女優賞 | Code Blue 3        | 獲獎 | [ 25 ]        |
| 2017年 | 第27回TV LIFE年度日劇大賞  | 〈年間〉助演女優賞 | Code Blue 3        | 獲獎 | [ 14 ]        |

電影
| 年份   | 受賞式                   | 獎項               | 作品                     | 結果 | 來源          |
| ------ | ------------------------ | ------------------ | ------------------------ | ---- | ------------- |
| 2007年 | 第20回日刊體育電影大賞   | 新人賞             | 暴走少年、戀空           | 獲獎 | [ 26 ]        |
| 2008年 | 第29回橫濱電影節         | 最優秀新人賞       | 戀愛部屋、暴走少年、戀空 | 獲獎 | [ 27 ]        |
| 2008年 | 第32回黃金飛翔獎         | 新人賞             | 戀愛部屋、暴走少年、戀空 | 獲獎 | [ 28 ]        |
| 2008年 | 第50回藍絲帶獎           | 新人賞             | 戀愛部屋、暴走少年、戀空 | 獲獎 | [ 29 ]        |
| 2008年 | 第31回日本電影學院獎     | 優秀新人俳優賞     | 戀空                     | 獲獎 | [ 30 ]        |
| 2008年 | 第31回日本電影學院獎     | 〈俳優部門〉話題賞 | 戀空                     | 獲獎 |               |
| 2008年 | 第45屆金箭獎             | 映畫賞             | 戀空                     | 獲獎 | [ 31 ] [ 32 ] |
| 2009年 | 第34回報知電影獎         | 主演女優賞         | BALLAD 無名的戀曲        | 提名 | [ 33 ]        |
| 2010年 | 第35回報知電影獎         | 主演女優賞         | 花水木                   | 提名 | [ 34 ]        |
| 2015年 | 第40回報知電影獎         | 主演女優賞         | 再會吧！青春小鳥         | 提名 | [ 35 ]        |
| 2015年 | 第28回日刊體育電影大賞   | 主演女優賞         | 再會吧！青春小鳥         | 提名 |               |
| 2017年 | 第42回報知電影獎         | 主演女優賞         | 兵乓少女大逆襲           | 提名 | [ 36 ]        |
| 2017年 | 第30回日刊體育電影大賞   | 主演女優賞         | 兵乓少女大逆襲           | 提名 | [ 37 ] [ 38 ] |
| 2018年 | 第60屆藍絲帶賞           | 主演女優賞         | 兵乓少女大逆襲           | 獲獎 | [ 39 ]        |
| 2018年 | 第27屆東京體育電影大賞   | 主演女優賞         | 兵乓少女大逆襲           | 提名 | [ 40 ]        |
| 2018年 | 第41回日本電影學院獎     | 優秀主演女優賞     | 兵乓少女大逆襲           | 獲獎 | [ 41 ]        |
| 2018年 | 第43屆報知電影獎         | 助演女優賞         | Code Blue -電影版-       | 提名 |               |
| 2024年 | 第33回日本電影影評人大獎 | 助演女優賞         | 正欲                     | 獲獎 |               |

其他
| 年份   | 受賞式                      | 獎項                | 作品   | 結果 | 來源   |
| ------ | --------------------------- | ------------------- | ------ | ---- | ------ |
| 2001年 | 第4回《nicola》模特兒試演會 | 大賞                | 不適用 | 獲獎 |        |
| 2008年 | 第6屆Tokyo Girls Collection | Best Girl of 2007   | 不適用 | 獲獎 | [ 42 ] |
| 2008年 | 第22屆日本金唱片大獎        | Best 10 New Artists | 不適用 | 獲獎 | [ 43 ] |